# Bundesvision Song Contest 2014
Der 10. Bundesvision Song Contest fand am 20. September 2014 in der Lokhalle Göttingen statt. Nach dem Sieg von Bosse im Vorjahr war das Land Niedersachsen zum zweiten Mal Ausrichter des Wettbewerbs. Erstmals seit der ersten Ausgabe fand der Bundesvision Song Contest wieder an einem Samstagabend statt.
Gewonnen hat Bremen mit der Band Revolverheld und dem Lied Lass uns gehen mit einem Rekordsieg von 180 Punkten – 192 Punkte wären maximal möglich gewesen – und den meisten 12-Punkte-Vergaben in der Geschichte des Wettbewerbs, nämlich 10 Stück. Zweiter wurden Jupiter Jones aus Rheinland-Pfalz, Dritter wurde Teesy für Sachsen-Anhalt.
Rückkehrende Interpreten waren Jupiter Jones (2011), Revolverheld (2006), Andreas Bourani (2011), Marteria (2009), Flo Mega (2011), DCVDNS (2013; Mitglied der Inglebirds) und Philipp Breitenstein (2013 mit Hannes Kinder & Band; Mitglied von Duerer).
Rückkehrende Komponisten waren Dirk Berger (2009), David Conen (2006 und 2009), DJ Illvibe (2006 und 2009), Marten Laciny (2009), Niels Grötsch (2006), Kristoffer Hünecke (2006), Johannes Strate (2006), Andreas Bourani (2011), DCVDNS (2013), Sascha Eigner (2011) und Julius Hartog (2011). Die Komponisten Dirk Berger, David Conen und DJ Illvibe sind an einem Abend mit zwei Kompositionen vertreten. David Conen und DJ Illvibe waren bereits 2009 gleichzeitig mit zwei Kompositionen vertreten.
Max Mutzke ist der erste Künstler, der nach einer Teilnahme am Eurovision Song Contest (2004) auch beim Bundesvision Song Contest antrat. In umgekehrter Reihenfolge hatten dies zuvor bereits Sandy Mölling und Nadja Benaissa (Mitglieder der No Angels) getan und Marta Jandová danach.
Zum ersten Mal moderierte Stefan Raab alleine auf der Bühne, wobei er wie in den letzten Jahren von Elton aus dem Green Room unterstützt wurde. An die Stelle der aus früheren Jahren bekannten Einspielfilme, in denen die Künstler und Bundesländer auf humorvolle Weise vorgestellt wurden, trat eine neue Form der Einspieler, in denen die Künstler von Raab einem extra dafür eingerichtetem Probenkeller-Studio interviewt wurden und mit ihm und den Heavytones gemeinsam musizierten.
Mit 1,44 Millionen Zuschauern war dies der quotenstärkste Wettbewerb seit 2011.

## Teilnehmer
| Platz | Startnr. | Repräsentiertes Land   | Interpret                 | Herkunft der Teilnehmer        | Lied Komponisten                                                                                             | Punkte |
| ----- | -------- | ---------------------- | ------------------------- | ------------------------------ | --- | ------ |
| 1.    | 16       | Bremen                 | Revolverheld              | Hamburg und Bremen             | Lass uns gehen Niels Grötsch, Kristoffer Hünecke, Jakob Sinn, Johannes Strate                                | 180    |
| 2.    | 14       | Rheinland-Pfalz        | Jupiter Jones             | Rheinland-Pfalz                | Plötzlich hält die Welt an Sascha Eigner, Niclas Breslein                                                    | 124    |
| 3.    | 08       | Sachsen-Anhalt         | Teesy                     | Berlin                         | Keine Rosen Tino Borja, Toni Mudrack                                                                         | 102    |
| 4.    | 13       | Mecklenburg-Vorpommern | Marteria                  | Mecklenburg-Vorpommern         | Mein Rostock Dirk Berger, David Conen, DJ Illvibe, Marten Laciny, Kid Simius, Julian Williams                | 101    |
| 5.    | 12       | Schleswig-Holstein     | Tonbandgerät              | Hamburg und Schleswig-Holstein | Alles geht Sophia Poppensieker                                                                               | 087    |
| 6.    | 01       | Bayern                 | Andreas Bourani           | Bayern                         | Auf anderen Wegen Andreas Bourani, Julius Hartog                                                             | 081    |
| 7.    | 05       | Baden-Württemberg      | Max Mutzke                | Baden-Württemberg              | Charlotte Max Mutzke, Miki Kekenji, Michael Kurth                                                            | 058    |
| 8.    | 11       | Nordrhein-Westfalen    | Maxim                     | Nordrhein-Westfalen            | Alles versucht Andreas Meyer, Thilo Jacks, Maxim Richarz                                                     | 046    |
| 9.    | 09       | Hessen                 | OK Kid                    | Hessen                         | Unterwasserliebe Raffael Kühle, Moritz Rech, Jonas Schubert                                                  | 033    |
| 10.   | 02       | Hamburg                | Nico Suave feat. Flo Mega | Nordrhein-Westfalen und Bremen | Gedicht Benjamin Dernhoff, Daniel Nitt, Jan Rehorn, Alex Sprave, Nico Suave                                  | 028    |
| 11.   | 06       | Thüringen              | Duerer                    | Thüringen                      | Was gestern war Danny Müller-Sixer, Daniel Matz                                                              | 025    |
| 12.   | 15       | Berlin                 | Miss Platnum              | Berlin                         | Hüftgold Berlin Dirk Berger, David Conen, DJ Illvibe, Ruth Renner, Nico Seyfried, Kevin Thomas, Mario Wesser | 016    |
| 13.   | 10       | Niedersachsen          | Sierra Kidd               | Niedersachsen                  | 20.000 Rosen Manuel Jungclaussen, Raphael Ragucci, Dominik Lieder                                            | 015    |
| 14.   | 07       | Saarland               | Inglebirds                | Saarland                       | Getti Dub Gang, DCVDNS                                                                                       | 012    |
| 15.   | 03       | Brandenburg            | Kitty Kat                 | Berlin/Bayern                  | Hochhaus Daniel Großmann, Daniel James Spencer, Katharina Löwel                                              | 010    |
| 15.   | 04       | Sachsen                | Sebastian Hackel          | Sachsen                        | Warum sie lacht Sebastian Hackel                                                                             | 010    |

Farblegende:  – Herkunftsland des Künstlers entspricht nicht (oder nur zum Teil) dem Land, welches er repräsentiert.

## Punktetabelle

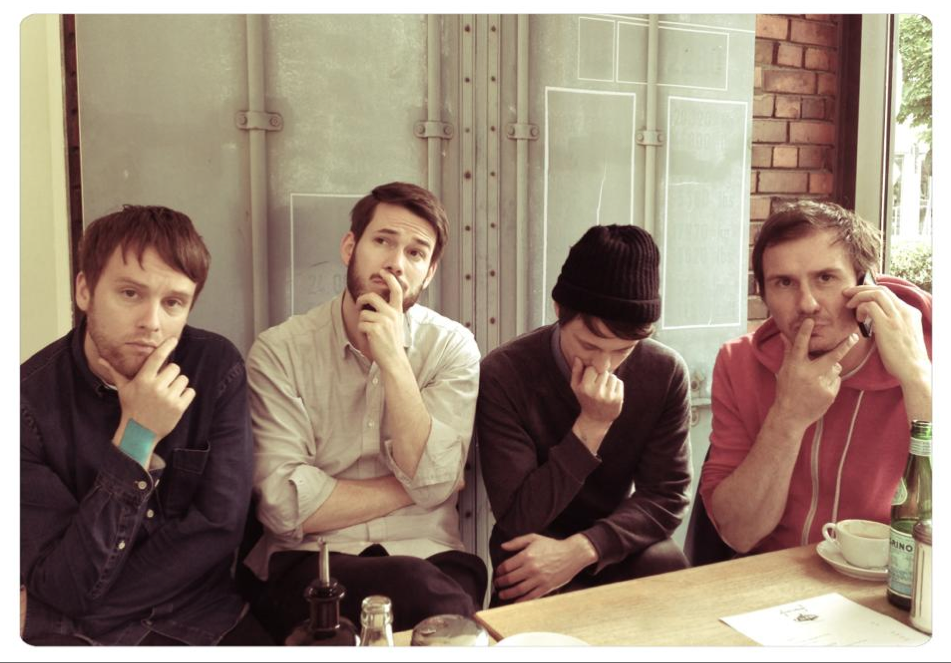
Die Band Revolverheld als Gewinner des Bundesvision Song Contests 2014

| Baden-Württemberg      | 58  | 10 | 7  | 3  | –  | 3  | 3  | 5  | 2  | 3  | 6  | 6  | 1  | 2  | 1  | 4  | 2  |
| Bayern                 | 81  | 6  | 10 | 4  | 4  | 1  | 2  | 6  | 5  | 6  | 7  | 8  | 5  | 4  | 5  | 5  | 3  |
| Berlin                 | 16  | 1  |    | 8  | 3  |    |    |    | 3  |    | 1  |    |    |    |    |    |    |
| Brandenburg            | 10  |    |    | 1  | 7  |    |    |    |    |    |    |    |    |    | 2  |    |    |
| Bremen                 | 180 | 12 | 12 | 12 | 12 | 12 | 12 | 12 | 10 | 12 | 12 | 10 | 10 | 12 | 10 | 10 | 10 |
| Hamburg                | 28  |    |    |    |    | 7  | 10 |    | 1  | 1  |    | 2  | 4  |    |    | 3  |    |
| Hessen                 | 33  | 2  | 3  |    |    | 4  | 4  | 10 |    |    | 2  |    | 7  |    |    |    | 1  |
| Mecklenburg-Vorpommern | 101 | 5  | 6  | 6  | 8  | 8  | 8  | 3  | 12 | 5  | 3  | 5  | 3  | 7  | 8  | 7  | 7  |
| Niedersachsen          | 15  | –  | 1  |    |    |    |    | 1  |    | 10 |    | 1  |    |    |    | 2  |    |
| Nordrhein-Westfalen    | 46  | 4  | 2  | 2  | 2  | 2  | 1  | 2  | 4  | 2  | 10 | 3  | 2  | 1  | 4  | 1  | 4  |
| Rheinland-Pfalz        | 124 | 7  | 5  | 7  | 10 | 10 | 6  | 8  | 8  | 7  | 5  | 12 | 8  | 8  | 7  | 8  | 8  |
| Saarland               | 12  |    |    |    |    |    |    |    |    |    |    |    | 12 |    |    |    |    |
| Sachsen                | 10  |    |    |    |    |    |    |    |    |    |    |    |    | 10 |    |    |    |
| Sachsen-Anhalt         | 102 | 8  | 8  | 10 | 6  | 5  | 5  | 7  | 6  | 4  | 8  | 7  |    | 5  | 12 | 6  | 5  |
| Schleswig-Holstein     | 87  | 3  | 4  | 5  | 5  | 6  | 7  | 4  | 7  | 8  | 4  | 4  |    | 6  | 6  | 12 | 6  |
| Thüringen              | 25  |    |    |    | 1  |    |    |    |    |    |    |    | 6  | 3  | 3  |    | 12 |

### Statistik der Zwölf-Punkte-Vergabe (Finale)
| Anzahl | Bundesland             | erhalten von |
| ------ | ---------------------- | --- |
| 10     | Bremen                 | Baden-Württemberg, Bayern, Berlin, Brandenburg, Bremen, Hamburg, Hessen, Niedersachsen, Nordrhein-Westfalen, Sachsen |
| 01     | Mecklenburg-Vorpommern | Mecklenburg-Vorpommern                                                                                               |
| 01     | Rheinland-Pfalz        | Rheinland-Pfalz |
| 01     | Saarland               | Saarland |
| 01     | Sachsen-Anhalt         | Sachsen-Anhalt |
| 01     | Schleswig-Holstein     | Schleswig-Holstein                                                                                                   |
| 01     | Thüringen              | Thüringen |

## Besonderheiten
Direkt zu Beginn des BSC 2014 wünschte Björn Beton von Fettes Brot in einem vorher aufgezeichneten Beitrag dem BSC mit den Worten „Herzlichen Glückwunsch zum zehnten Geburtstag, lieber Bundesvision Song Contest.“ alles Gute. Dabei beging er einen verbreiteten Denkfehler. Die zehnte Ausrichtung einer jährlich stattfindenden Veranstaltung findet nämlich neun und nicht zehn Jahre nach der ersten statt. In diesem Fall waren es gut neuneinhalb Jahre, da die ersten BSCs im Frühjahr stattfanden. Der zehnte Geburtstag des BSC war der 12. Februar 2015 und lag zum Zeitpunkt des BSC 2014 somit in der Zukunft.
Nach der zweiten Werbeunterbrechung begrüßte Raab den Fernsehzuschauer mit den Worten:

„Da sind wir wieder zurück beim Bundesvision Song Contest 2014 in der Lokhalle in Leipzig. Wir suchen heute Abend den Sieger des zehnten ...“

An dieser Stelle wurde er vom Göttinger Publikum durch laute Buhrufe unterbrochen und räumte ein, dass ihm dieser Fehler schon bei der Pressekonferenz wegen des Fußballvereins Lok Leipzig passiert sei. Tatsächlich machte er den gleichen Fehler jedoch auch schon in einer TV-total-Sendung zuvor, das dort anwesende Kölner Publikum nahm ihm diesen Fehler natürlich nicht so übel wie die Göttinger. Um seinen Fehler auszubügeln, forderte Raab die Regie dazu auf, noch einmal die Musik einzuspielen, die erklingt, wenn die Werbung endet und die Show weiter geht. Raab verschwand während der Live-Sendung also von der Bühne und machte den Start noch einmal richtig. Im weiteren Verlauf der Sendung bekam Raab vom Publikum laute Jubelrufe wann immer er Lokhalle in Göttingen sagte, der Fehler passierte ihm kein weiteres Mal.
Das Bundesland Bayern sollte zuerst seine Punkte verteilen, allerdings lagen bei Energy München die Punkte noch nicht vor. Es wurde ans Ende verlagert und Hamburg begann mit der Punktevergabe.
Dieses Mal gab es sowohl für Nordrhein-Westfalen als auch für Sachsen-Anhalt keinen Radiosender, der diese vertreten sollte. Deshalb vergab Comedian Dennis aus Hürth aus einem Kiosk in Köln bzw. Peter Imhof aus einer Magdeburger Bar die Punkte.
Vor dem Wettbewerb wettete Revolverheld, nicht zu gewinnen, und ansonsten beim nächsten Werder-Bremen-Heimspiel im Weserstadion aufzutreten. Nach dem Sieg spielte die Band am darauffolgenden Dienstag, den 23. September vor dem Spiel gegen den FC Schalke 04 ihren Siegertitel.

## Chartplatzierungen

### Sampler
Am 19. September 2014 erschien der Sampler zum BSC 2014. Im Gegensatz zu den vorangegangenen Jahren besteht dieser Sampler nicht nur aus den 16 Beiträgen des Wettbewerbes und dem Gewinnerlied des vergangenen Jahres, dieser beinhaltet zusätzlich eine zweite CD mit allen Gewinnern des BSC. Zusätzlich fand vor der Veröffentlichung eine Zuschauerabstimmung über den besten Beitrag der letzten neun Jahre statt, welche nicht den Wettbewerb gewannen. Die Wahl fiel auf Clueso mit dem Titel Keinen Zentimeter, dieser ist ebenfalls auf dem Sampler zu finden. In Deutschland platzierte sich erstmals seit 2008 wieder ein BSC-Sampler in den Top drei der Compilation-Charts. In Österreich platzierte sich nach 2005 zum zweiten Mal ein Sampler in den Charts.

### BSC-Beiträge in den Charts
| Jahr | Titel Album                            | Höchstplatzierung, Gesamtwochen, AuszeichnungChartplatzierungen (Jahr, Titel, Album, Platzierungen, Wochen, Auszeichnungen, Anmerkungen, Künstler / Bundesland) | Höchstplatzierung, Gesamtwochen, AuszeichnungChartplatzierungen (Jahr, Titel, Album, Platzierungen, Wochen, Auszeichnungen, Anmerkungen, Künstler / Bundesland) | Höchstplatzierung, Gesamtwochen, AuszeichnungChartplatzierungen (Jahr, Titel, Album, Platzierungen, Wochen, Auszeichnungen, Anmerkungen, Künstler / Bundesland) | Anmerkungen                                                     | Künstler Bundesland               |
| Jahr | Titel Album                            | DE | AT | CH | Anmerkungen                                                     | Künstler Bundesland               |
| ---- | -------------------------------------- | --- | --- | --- | --------------------------------------------------------------- | --------------------------------- |
| 2014 | Lass uns gehen Immer in Bewegung       | DE4 Gold · (35 Wo.)DE | AT39 (7 Wo.)AT | — | BuViSoCo 2014: Platz 1 Erstveröffentlichung: 25. Juli 2014      | Revolverheld Bremen               |
| 2014 | Auf anderen Wegen Hey                  | DE4 ×3Dreifachgold · (53 Wo.)DE | AT5 Gold · (36 Wo.)AT | CH29 Gold · (27 Wo.)CH | BuViSoCo 2014: Platz 6 Erstveröffentlichung: 9. September 2014  | Andreas Bourani Bayern            |
| 2014 | Alles versucht 2.0 Staub (Edition2014) | DE53 (1 Wo.)DE | — | — | BuViSoCo 2014: Platz 8 Erstveröffentlichung: 19. September 2014 | Maxim Nordrhein-Westfalen         |
| 2014 | Keine Rosen Glücksrezepte              | DE66 (2 Wo.)DE | — | — | BuViSoCo 2014: Platz 3 Erstveröffentlichung: 15. August 2014    | Teesy Sachsen-Anhalt              |
| 2014 | Plötzlich hält die Welt an –           | DE70 (1 Wo.)DE | — | — | BuViSoCo 2014: Platz 2 Erstveröffentlichung: 19. September 2014 | Jupiter Jones Rheinland-Pfalz     |
| 2014 | Alles geht –                           | DE73 (1 Wo.)DE | — | — | BuViSoCo 2014: Platz 5 Erstveröffentlichung: 19. September 2014 | Tonbandgerät Schleswig-Holstein   |
| 2014 | Gedicht Unvergesslich                  | DE78 (1 Wo.)DE | — | — | BuViSoCo 2014: Platz 10 Erstveröffentlichung: 15. August 2014   | Nico Suave feat. Flo Mega Hamburg |

### Besonderheiten
Andreas Bouranis Song Auf anderen Wegen brach in diesem Jahr mit mindestens 53 Wochen den Rekord des am längsten in den deutschen Single-Charts vertretenen BSC-Beitrags.

Er liegt in der Rangliste somit vor dem ebenfalls in diesem Jahr erschienenen Beitrag Lass uns gehen von Revolverheld, der 35 Wochen in den Charts stand.

Bourani und Revolverheld brechen damit den Rekord von Seeed, Peter Fox und Tim Bendzko, die mit ihren Beiträgen in den Jahren 2006, 2009 bzw. 2011 jeweils 26 Wochen in den deutschen Charts vertreten waren.

Andreas Bouranis Auf anderen Wegen ist mit 36 bzw. 27 Wochen überdies auch der am längsten in den österreichischen und schweizerischen Single-Charts vertretene BSC-Beitrag.